# 岩井國臣
岩井 國臣（いわい くにおみ、1938年〈昭和13年〉2月5日 - 2025年〈令和7年〉4月21日）は、日本の政治家、建設技官。
国土交通副大臣（第2次小泉改造内閣・第3次小泉内閣）、国土交通大臣政務官（第2次森改造内閣）、参議院決算委員長、参議院議員（2期）、建設省河川局長、同省中国地方建設局長などを歴任。

## 来歴
京都府京都市生まれ（本籍地は福岡県行橋市）。京都府立朱雀高等学校、京都大学工学部を経て、京都大学大学院修了。大学院修了後に建設省に入省。中国地方建設局長や河川局長を歴任した。
1995年（平成7年）、第17回参議院議員通常選挙に自由民主党公認で比例区から立候補し、初当選。2001年（平成13年）、第2次森改造内閣で国土交通大臣政務官に就任。同年、第19回参議院議員通常選挙に比例区から立候補し、再選。2004年（平成16年）、第2次小泉改造内閣で国土交通副大臣に就任。2007年（平成19年）、第21回参議院議員通常選挙には立候補せず引退。2009年（平成21年）、旭日重光章を受章した。
2025年4月21日、肺血栓塞栓症のため死去した。87歳没。死没日付をもって正四位に叙された。